# زمین‌لرزه ۱۲۳۲ شیراز
در ۲۱-۲۲ آوریل ۱۸۵۳ (برابر با ۱-۲ اردیبهشت ۱۲۳۲) یا ۴ مه ۱۸۵۳ (برابر با ۱۴ اردیبهشت ۱۲۳۲) در منطقه فارس ایران زمین‌لرزه‌ای بزرگ رخ داد. شهر شیراز و اطراف آن به شدت آسیب دید و تقریباً تمام ساختمان‌ها ویران شدند. میان ۱۲٬۰۰۰ تا ۱۳٬۰۰۰ نفر نیز در طی آن کشته شدند.
این زلزله در شب چهارشنبه ۲۵ رجب سال ۱۲۶۹ هجری قمری رخ داد.

## توالی زمین‌لرزه
آغاز زلزله‌ها تقریباً در سپیده‌دم روز قبل از زمین‌لرزه اصلی، با چند پیش‌لرزه آغاز شد. این پیش‌لرزه‌ها در طول آن روز و تا صبح روز بعد ادامه یافتند. زلزله اصلی حدود ظهر رخ داد و پس از شش ساعت پس‌لرزه‌ای بزرگ رخ داد.

## خسارت
پیش‌لرزه دوم خسارات شدیدی در محله گود عربان وارد کرد و یک مسجد، بخشی از بازار و بسیاری از خانه‌ها را ویران کرد. روان‌گرایی محلی زمین و برخی قنات‌ها نیز فروریختند. سومین پیش‌لرزه بزرگ که حدود ۱۵ دقیقه قبل از زلزله اصلی رخ داد، منجر به خسارات بیشتری از جمله فروریختن یکی از مناره‌های مسجد عباس شد.
زمین‌لرزه اصلی شهر را ویران کرد به طوری که تمام ساختمان‌ها و سایر سازه‌ها در ۱۲ کیلومتری شهر به عنوان «ویرانه» توصیف شدند. بناهای قابل توجهی که یا ویران شدند یا به شدت آسیب دیدند شامل بخش‌های باقی‌مانده مسجد عباس، بنای تاریخی و حرم شاهچراغ، کلیسای ارامنه و مدرسه خان بودند. بیشتر مسجد نو نیز فروریخت در حالی که مسجد وکیل و بازار وکیل عمدتاً تحت تأثیر قرار نگرفتند.
پس‌لرزه بزرگ در اواخر همان روز منجر به خسارات و تلفات بیشتر شد.
شهر شیراز چنان متزلزل شد که بسیاری از خانه های مردم از بن در آمده و از جایی به جایی افتاد و از زمین این خانه ها آبی بسیار متعفن بجوشید و اگر کسی در محلت دیگر آن شب را به صبح آورد و زنده بود چون به محلت خود بازگشت محل خانه خویش را ندانست. و ۱۲٬۰۰۰ کس از آن زلزله هلاک شد و چون مردم به کفن و دفن این همه مرده توانا نبودند از بوی مردگان هوا متعفن گشت و بسیار کس به مرض مطبقه و محرقه جان بداد. و در چنین داهیه دهیا دزدان اموالی که از مردگان و زندگان به جای مانده بود در می ربودند و مردم بیچاره را در چنین بلای خونخواره اندیشه مال نبود که از دنبال ایشان بروند.